# Liste der Chansons und Veröffentlichungen von Jacques Brel

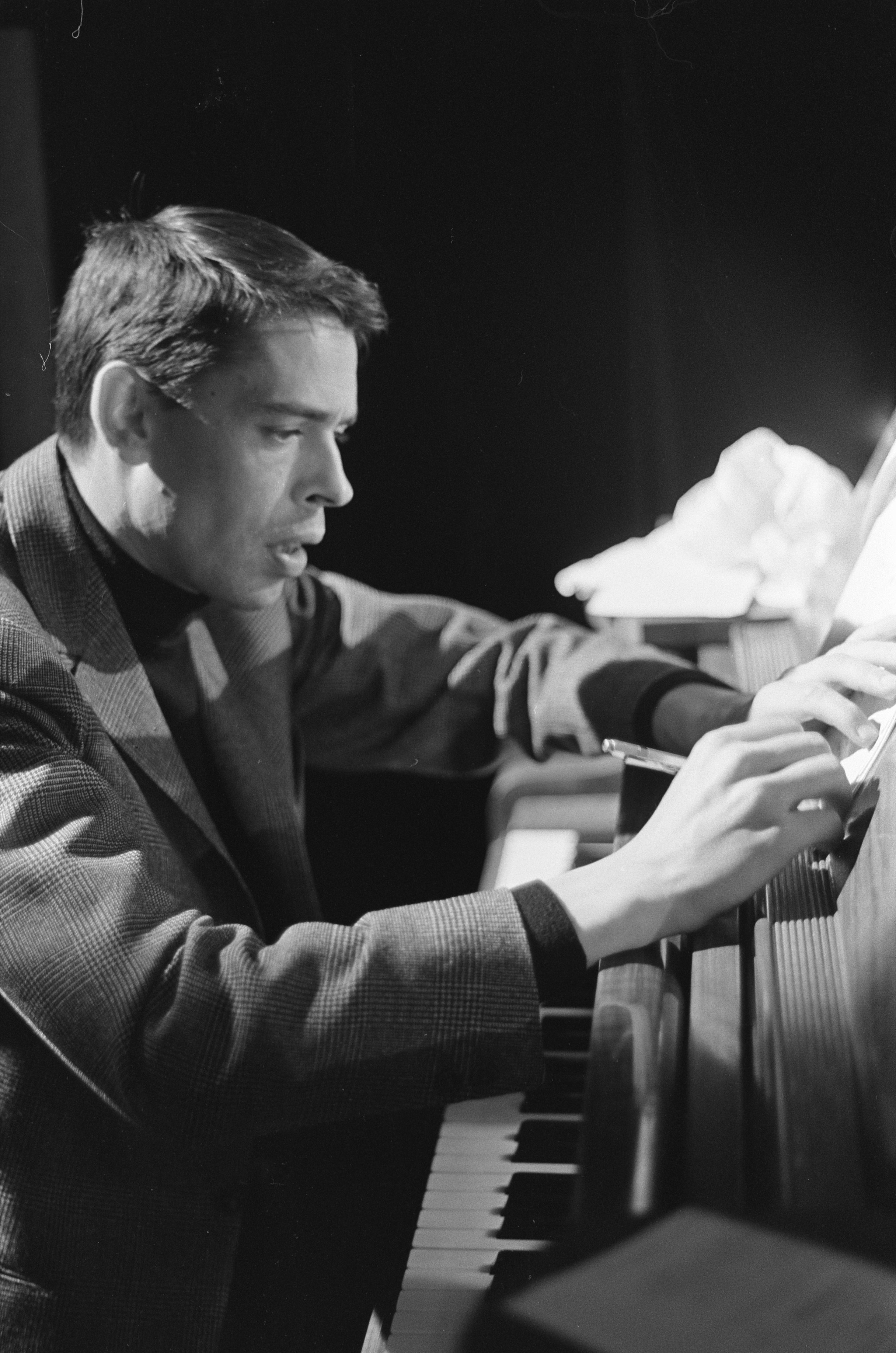
Jacques Brel (1963)

Diese Liste enthält eine alphabetisch sortierte Auflistung der Chansons des belgischen Chansonniers Jacques Brel sowie eine chronologische Auflistung seiner Veröffentlichungen auf Ton- und Bilddatenträgern.
Aus der großen Anzahl von LPs, EPs und Singles beschränkt sich die Liste der Veröffentlichungen auf diejenigen Publikationen, auf denen einzelne Chansons erstveröffentlicht wurden. Wenn zum gleichen Zeitpunkt verschiedene Formate herauskamen, werden nur die LPs aufgeführt. Alben ohne Titel erhalten eine Kennung aus Plattenfirma und chronologischer Nummerierung.
Im Jahr 1988 erschien eine Kollektion von zehn CDs in einer Box, die fast die kompletten veröffentlichten Chansons Jacques Brels enthielt, allerdings nicht alle Lieder in ihren Originalversionen. Daher wurde im Jahr 2003 bei Universal Music eine neue Kollektion mit 16 CDs veröffentlicht, die so genannte Boîte Integrale, in der erstmals alle Originalaufnahmen versammelt sind. In dieser Ausgabe wurden den zuvor titellosen Veröffentlichungen nachträglich Titel verliehen, die hier zur Identifikation mit aufgeführt werden.
Für eine Auflistung der zahlreichen Coverversionen der Chansons von Jacques Brel durch andere Interpreten siehe die Liste von Interpreten der Chansons von Jacques Brel. Für Charterfolge und Musikverkäufe siehe die Diskografie von Jacques Brel.

## Liste der Chansons
Die Liste der Chansons von Jacques Brel ist alphabetisch geordnet, lässt sich aber auch im Tabellenkopf nach dem Publikationsjahr oder der Bemerkung sortieren. Das Publikationsjahr verlinkt auf das entsprechende Jahr im Abschnitt Chronologische Diskografie. Alle Chansontexte schrieb Brel, wobei er zwei Originaltexte von Rod McKuen und Joe Darion ins Französische übertrug. Komponiert haben neben Brel seine langjährigen Weggefährten Gérard Jouannest, François Rauber und Jean Corti sowie in einzelnen Liedern Lou Logist, Glen Powell, Jacques Vigouroux und Gaby Wagenheim. Von Brel gecoverte Originalmelodien stammen von João Donato, Rod McKuen und Mitch Leigh. Die Übertragungen ins Flämische stammen von Ernst van Altena, Will Ferdy und Eric Franssen.
Bisher unveröffentlicht ist Als men niets dan liefde heeft (Quand on n’a que l’amour auf Flämisch) aus dem Jahr 1961.
| Titel                                                                             | Jahr | Komposition            | Anmerkungen                                                           |
| --------------------------------------------------------------------------------- | ---- | ---------------------- | --------------------------------------------------------------------- |
| À deux                                                                            | 2003 | Brel                   | Jugendwerke 1948–53                                                   |
| À jeun                                                                            | 1967 | Jouannest              |                                                                       |
| L’Accordéon de la vie                                                             | 2003 | Brel                   | Jugendwerke 1948–53                                                   |
| L’Âge idiot                                                                       | 1965 | Brel                   |                                                                       |
| L’Air de la bêtise                                                                | 1957 | Brel                   |                                                                       |
| Les Amants de cœur                                                                | 1988 | McKuen                 | Bearbeitung von The Lovers (Originaltext: McKuen)                     |
| L’Amour est mort                                                                  | 2003 | Brel, Jouannest        | von 1977, postum veröffentlicht                                       |
| Amsterdam                                                                         | 1964 | Brel                   |                                                                       |
| L’Ange déchu                                                                      | 2003 | Brel                   | Jugendwerke 1948–53                                                   |
| De apen                                                                           | 1961 | Brel                   | Flämische Version von Les Singes (Text: Franssen)                     |
| Au printemps                                                                      | 1958 | Brel                   |                                                                       |
| Au suivant                                                                        | 1964 | Brel                   |                                                                       |
| Avec élégance                                                                     | 2003 | Brel, Rauber           | von 1977, postum veröffentlicht                                       |
| L’Aventure                                                                        | 1958 | Brel                   |                                                                       |
| Ballade                                                                           | 2003 | Brel                   | Jugendwerke 1948–53                                                   |
| La Baleine                                                                        | 1963 | Rauber                 | Aus dem ‚poème symphonique‘ Jean de Bruges                            |
| La Bastille                                                                       | 1956 | Brel                   |                                                                       |
| Les Bergers                                                                       | 1964 | Brel                   |                                                                       |
| Les Biches                                                                        | 1962 | Jouannest              |                                                                       |
| La Bière                                                                          | 1968 | Brel                   |                                                                       |
| Les Bigotes                                                                       | 1963 | Brel                   |                                                                       |
| Les Blés                                                                          | 1957 | Brel                   |                                                                       |
| Le Bon Dieu                                                                       | 1977 | Brel                   |                                                                       |
| Les Bonbons                                                                       | 1964 | Brel                   |                                                                       |
| Les Bonbons 67                                                                    | 1967 | Brel                   |                                                                       |
| Les Bourgeois                                                                     | 1962 | Corti                  |                                                                       |
| La Bourrée du célibataire                                                         | 1957 | Brel                   |                                                                       |
| Bruxelles                                                                         | 1962 | Brel, Jouannest        |                                                                       |
| De burgerij                                                                       | 1963 | Corti                  | Flämische Version von Les Bourgeois (Text: Altena)                    |
| Le Caporal Casse-Pompon                                                           | 1962 | Brel                   | Erstveröffentlichung als Casse-Pompon                                 |
| La Cathédrale                                                                     | 2003 | Brel                   | von 1977, postum veröffentlicht                                       |
| Ce qu’il nous faut                                                                | 2003 | Brel                   | Unveröffentlicht von 1953                                             |
| Ces gens-là                                                                       | 1965 | Brel                   |                                                                       |
| C’est comme ça                                                                    | 1954 | Brel                   |                                                                       |
| La chanson de Jacky                                                               | 1965 | Jouannest              | Erstveröffentlichung als Jacky                                        |
| La Chanson de Van Horst                                                           | 1988 | Brel, Jouannest        | Aus dem Film Le bar de la Fourche, 1972                               |
| La Chanson des vieux amants                                                       | 1967 | Brel, Jouannest        |                                                                       |
| Chanson sans paroles                                                              | 1962 | Rauber                 |                                                                       |
| Le Cheval                                                                         | 1967 | Jouannest              |                                                                       |
| Clara                                                                             | 1961 | Brel                   |                                                                       |
| Les Cœurs tendres                                                                 | 1967 | Brel                   | Aus dem Film Un Idiot à Paris 1967                                    |
| La Colombe                                                                        | 1959 | Brel                   |                                                                       |
| Le Colonel                                                                        | 1958 | Wagenheim              |                                                                       |
| Comment tuer l’amant de sa femme quand on a été comme moi élevé dans la tradition | 1968 | Jouannest              |                                                                       |
| La Dame patronnesse                                                               | 1959 | Brel                   |                                                                       |
| Demain l’on se marie (La Chanson des fiancés)                                     | 1958 | Brel                   | Duo mit Janine de Waleyne, die nicht genannt wird                     |
| Départs                                                                           | 2003 | Brel                   | Jugendwerke 1948–53                                                   |
| Le dernier repas                                                                  | 1964 | Brel                   |                                                                       |
| Les Désespérés                                                                    | 1965 | Jouannest              |                                                                       |
| Les deux fauteuils                                                                | 2003 | Brel                   | Jugendwerke 1948–53                                                   |
| Le Diable (Ça va)                                                                 | 1954 | Brel                   |                                                                       |
| Dites, si c’était vrai                                                            | 1956 | Brel                   |                                                                       |
| Dors ma mie, Bonsoir                                                              | 1958 | Brel, Rauber           |                                                                       |
| L’Éclusier                                                                        | 1968 | Brel                   |                                                                       |
| L’Enfance                                                                         | 1973 | Brel                   | Aus dem Film Le Far-West, 1973                                        |
| Les Enfants du roi                                                                | 2003 | Brel                   | Jugendwerke 1948–53                                                   |
| Les F…                                                                            | 1977 | Donato                 | Bearbeitung von A Rã (Originaltext: Caetano Veloso)                   |
| La Fanette                                                                        | 1963 | Brel                   |                                                                       |
| Les Fenêtres                                                                      | 1963 | Brel, Jouannest        |                                                                       |
| Fernand                                                                           | 1965 | Brel, Jouannest        |                                                                       |
| Les Filles et les chiens                                                          | 1963 | Jouannest              |                                                                       |
| Fils de …                                                                         | 1967 | Jouannest              |                                                                       |
| Les Flamandes                                                                     | 1959 | Brel                   |                                                                       |
| La Foire                                                                          | 1953 | Brel, Logist           |                                                                       |
| Le Fou du roi                                                                     | 1954 | Brel                   |                                                                       |
| Le Gaz                                                                            | 1967 | Jouannest              |                                                                       |
| Les Gens                                                                          | 2003 | Brel                   | Jugendwerke 1948–53                                                   |
| Grand Jacques (C'est trop facile)                                                 | 1954 | Brel                   |                                                                       |
| Grand-mère                                                                        | 1965 | Brel                   |                                                                       |
| La Haine                                                                          | 1954 | Brel                   |                                                                       |
| Heureux                                                                           | 1957 | Brel                   |                                                                       |
| L’Homme dans la cité                                                              | 1958 | Brel, Rauber           |                                                                       |
| Il neige sur Liège                                                                | 1963 | Brel                   |                                                                       |
| Il nous faut regarder                                                             | 1954 | Brel                   |                                                                       |
| Il peut pleuvoir                                                                  | 1954 | Brel, Powell           |                                                                       |
| Il pleut (Les carreaux)                                                           | 1954 | Brel, Powell           |                                                                       |
| Il y a                                                                            | 1953 | Brel, Logist           |                                                                       |
| Isabelle                                                                          | 1959 | Brel, Rauber           |                                                                       |
| L’Ivrogne                                                                         | 1961 | Jouannest, Rauber      |                                                                       |
| J’aimais                                                                          | 1963 | Jouannest, Rauber      |                                                                       |
| Les Jardins du casino                                                             | 1964 | Brel, Jouannest        |                                                                       |
| J’arrive                                                                          | 1968 | Brel, Jouannest        |                                                                       |
| Jaurès                                                                            | 1977 | Brel                   |                                                                       |
| Je ne sais pas                                                                    | 1958 | Brel                   |                                                                       |
| Je suis l’ombre des chansons                                                      | 2003 | Brel                   | Jugendwerke 1948–53                                                   |
| Je suis un soir d’été                                                             | 1968 | Brel                   |                                                                       |
| Je t’aime                                                                         | 1959 | Rauber                 |                                                                       |
| Jef                                                                               | 1964 | Brel                   |                                                                       |
| J’en appelle                                                                      | 1957 | Brel                   |                                                                       |
| Jojo                                                                              | 1977 | Brel                   |                                                                       |
| Knokke-le-Zoute tango                                                             | 1977 | Brel                   |                                                                       |
| La… la… la…                                                                       | 1967 | Brel                   |                                                                       |
| Laat me niet alleen                                                               | 1959 | Brel                   | Flämische Version von Ne me quitte pas (Text: Altena)                 |
| Le Lion                                                                           | 1977 | Brel                   |                                                                       |
| Litanies pour un retour                                                           | 1958 | Brel, Rauber           |                                                                       |
| La Lumière jaillira                                                               | 1958 | Brel, Rauber           |                                                                       |
| Madeleine                                                                         | 1962 | Brel, Jouannest, Corti |                                                                       |
| Mai 40                                                                            | 2003 | Brel                   | Unveröffentlicht von 1977                                             |
| Marieke                                                                           | 1961 | Brel, Jouannest        |                                                                       |
| Marieke                                                                           | 1961 | Brel, Jouannest        | Vollständig flämische Version (Text: Franssen)                        |
| Les Marquises                                                                     | 1977 | Brel                   |                                                                       |
| Mathilde                                                                          | 1964 | Jouannest              |                                                                       |
| Men vergeet niets                                                                 | 1961 | Jouannest              | Flämische Version von On n’oublie rien (Text: Ferdy)                  |
| Mijn vlakke land                                                                  | 1963 | Brel                   | Flämische Version von Le plat pays (Text: Altena)                     |
| Mon enfance                                                                       | 1967 | Brel                   |                                                                       |
| Mon père disait                                                                   | 1967 | Brel                   |                                                                       |
| Le Moribond                                                                       | 1961 | Brel                   |                                                                       |
| La Mort                                                                           | 1959 | Brel                   |                                                                       |
| Les Moutons                                                                       | 1988 | Brel, Jouannest        | Unveröffentlicht von 1967                                             |
| Ne me quitte pas                                                                  | 1959 | Brel                   |                                                                       |
| De nuttelozen van de nacht                                                        | 1963 | Brel                   | Flämische Version von Les Paumés du petit matin (Text: Altena)        |
| On n’oublie rien                                                                  | 1961 | Jouannest              |                                                                       |
| L’Orage                                                                           | 2003 | Brel                   | Jugendwerke 1948–53                                                   |
| Orly                                                                              | 1977 | Brel                   |                                                                       |
| L’Ostendaise                                                                      | 1968 | Rauber                 |                                                                       |
| L’Ouragan                                                                         | 1963 | Rauber                 | Aus dem ‚poème symphonique‘ Jean de Bruges                            |
| Pardons                                                                           | 1957 | Brel, Vigouroux        |                                                                       |
| La Parlote                                                                        | 1963 | Brel, Jouannest        |                                                                       |
| Les Paumés du petit matin                                                         | 1962 | Rauber                 |                                                                       |
| Les Pavés                                                                         | 2003 | Brel                   | Jugendwerke 1948–53                                                   |
| Le Pendu                                                                          | 2003 | Brel                   | Jugendwerke 1948–53                                                   |
| Le petit chemin                                                                   | 2013 | Hartuch                | Aus der TV-Sendung Le Château des chansons, 1969 (Text: Jean Nohain)  |
| Les Pieds dans le ruisseau                                                        | 1955 | Brel                   |                                                                       |
| Place de la Contrescarpe                                                          | 2013 | Suc                    | Aus der TV-Sendung Chansons pour un ami, 1965 (Text: Jean-Pierre Suc) |
| Le plat pays                                                                      | 1962 | Brel                   |                                                                       |
| Pourquoi faut-il que les hommes s’ennuient?                                       | 1963 | Brel                   | Aus dem Film Un Roi sans divertissement, 1963                         |
| Les Prénoms de Paris                                                              | 1961 | Jouannest              |                                                                       |
| Prière Païenne                                                                    | 1956 | Brel                   |                                                                       |
| Le prochain amour                                                                 | 1961 | Brel, Jouannest        |                                                                       |
| Quand maman reviendra                                                             | 1963 | Rauber                 |                                                                       |
| Quand on n’a que l’amour                                                          | 1957 | Brel                   |                                                                       |
| Qu’avons-nous fait bonnes gens ?                                                  | 1957 | Brel                   |                                                                       |
| La Quête                                                                          | 1968 | Leigh                  | Aus dem Musical L’homme de la Mancha (Originaltext: Darion)           |
| Regarde bien petit                                                                | 1968 | Brel                   |                                                                       |
| Les Remparts de Varsovie                                                          | 1977 | Brel                   |                                                                       |
| Rosa                                                                              | 1962 | Brel                   |                                                                       |
| Rosa                                                                              | 1963 | Brel                   | Flämische Version (Text: Altena)                                      |
| Saint-Pierre                                                                      | 1957 | Brel                   |                                                                       |
| Sans exigences                                                                    | 2003 | Brel, Rauber           | von 1977, postum veröffentlicht                                       |
| Seul                                                                              | 1959 | Brel                   |                                                                       |
| Si tu revenais                                                                    | 2003 | Brel                   | Jugendwerke 1948–53                                                   |
| S’il te faut                                                                      | 1955 | Brel                   |                                                                       |
| Les Singes                                                                        | 1961 | Brel                   |                                                                       |
| La Sirène                                                                         | 1963 | Rauber                 | Aus dem ‚poème symphonique‘ Jean de Bruges                            |
| La Statue                                                                         | 1962 | Brel, Rauber           |                                                                       |
| Sur la place                                                                      | 1954 | Brel                   |                                                                       |
| Tango funèbre                                                                     | 1964 | Jouannest              |                                                                       |
| La Tendresse                                                                      | 1959 | Brel                   |                                                                       |
| Les Timides                                                                       | 1964 | Brel                   |                                                                       |
| Titine                                                                            | 1964 | Jouannest, Corti       |                                                                       |
| La Toison d’or                                                                    | 2013 | Brel                   | Aus der TV-Sendung Journal Télévisé, 1963                             |
| Les Toros                                                                         | 1963 | Brel, Jouannest, Corti |                                                                       |
| Le Troubadour                                                                     | 2003 | Brel                   | Jugendwerke 1948–53                                                   |
| Un Enfant                                                                         | 1968 | Brel, Jouannest        |                                                                       |
| Une Île                                                                           | 1962 | Brel                   |                                                                       |
| La Valse à mille temps                                                            | 1959 | Brel                   |                                                                       |
| Vesoul                                                                            | 1968 | Brel                   |                                                                       |
| Vieillir                                                                          | 1977 | Brel, Jouannest        |                                                                       |
| Les Vieux                                                                         | 1963 | Brel, Jouannest, Corti |                                                                       |
| La Ville s’endormait                                                              | 1977 | Brel                   |                                                                       |
| Vivre debout                                                                      | 1961 | Rauber                 |                                                                       |
| Voici                                                                             | 1958 | Brel                   |                                                                       |
| Voir                                                                              | 1958 | Brel                   |                                                                       |
| Voir un ami pleurer                                                               | 1977 | Brel                   |                                                                       |
| Zangra                                                                            | 1962 | Brel                   |                                                                       |

## Chronologie der Veröffentlichungen

### Vinyl
1953
La foire/Il y a
Single, aufgenommen am 17. Februar 1953. Brel wird  durch Kontrabass, Gitarre und Akkordeon begleitet. Die Arrangements stammen von Glen Powell. Wann genau die Platte in den Handel kam, ist unbekannt.
1954
PHILIPS N°1 (CD-Titel: Grand Jacques)
La haine/Grand Jacques/Il pleut (les carreaux)/Le diable (ça va)/Il peut pleuvoir/Il nous faut regarder/Le fou du roi/C’est comme ça/Sur la place
Aufgenommen am 15. Februar 1954 mit einem Orchester unter der Leitung von André Grassi.
- Le diable (ça va) war um die Zeit, als diese Platte veröffentlicht wurde, auch von Juliette Gréco in ihr Repertoire aufgenommen. Sie war die erste Künstlerin, die ein Chanson von Brel gesungen hat.

1955
S’il te faut/Les pieds dans le ruisseau
Single, aufgenommen am 11. und 17. März 1955 mit einem Orchester unter der Leitung von Michel Legrand.
1956
La bastille und andere
Prière païenne und andere
1956 erschienen zwei EPs. Jede enthielt neben Material aus dem ersten Album auch ein neues Lied. La bastille wurde am 25. Oktober 1955 aufgenommen, Prière païenne am 18. September 1956, beide mit einem Orchester unter der Leitung von André Popp.
1957
PHILIPS N°2 (CD-Titel: Quand on n’a que l’amour)
Quand on n’a que l’amour/Qu’avons nous fait bonnes gens?/Les pieds dans le ruisseau/Pardons/La bourrée du célibataire/L’air de la bêtise/Saint Pierre/J’en appelle/Heureux/Les blés
Brels zweite LP enthält Material aus verschiedenen Aufnahmen. Qu’avons nous fait bonnes gens und Les pieds dans le ruisseau wurden gemeinsam mit der Single S’il te faut mit Michel-Legrand im März 1955 aufgenommen. Die anderen Stücke werden mit André Popp am 18. und 19. September 1956 sowie am  22. März 1957 eingespielt.
- Quand on n’a que l’amour war Brels erster „Hit“. Das Lied wurde 1957 mit dem Grand Prix du Disque ausgezeichnet.

 Sur la place – Simone Langlois & Jacques Brel
Am 24. Dezember 1957 aufgenommenes Duett für eine EP van Simone Langlois. Die Aufnahme ist bislang noch nicht auf einer Platte von Jacques Brel erschienen. Sie ist das erste Zusammenspiel Brels mit dem Orchesterleiter François Rauber.
1958
PHILIPS N°3 (CD-Titel: Au printemps)
Demain l’on se marie (la chanson des fiancés)/Au printemps/Je ne sais pas/Le colonel/Dors ma mie/La lumière jaillira/Dites, Si c’était vrai (poème)/L’homme dans la cité/Litanies pour un retour/Voici
Aufgenommen am 12. und 14. März und 1. April 1958. Obwohl fast alle Kompositionen von François Rauber stammen, wurden die beiden Aufnahmen im März noch unter der Leistung von André Popp aufgenommen. In der Aprilsitzung erhielt zum ersten Mal Rauber die Gelegenheit, das Orchester zu leiten. Von diesem Zeitpunkt an werden alle Aufnahmen Brels mit einem Orchester unter der Leitung von François Rauber eingespielt.
- Demain l’on se marie ist ein Duett mit Jeanine de Waleyne.

Voir/L’aventure und andere
EP, deren beiden neuen Stücke am 7. und 21. Oktober 1958 aufgenommen werden. Aufgefüllt wurde die EP mit Stücken aus PHILIPS N°3.
Un soir à Bethléem avec Jacques Brel
Je prendrai/La nativité selon Saint-Luc

Weihnachtsgeschenk für die Leser der Zeitschrift Marie Claire. Die Aufnahmen wurden nie wieder veröffentlicht.
1959
PHILIPS N°4 (CD-Titel: La valse à mille temps)
La valse à mille temps/Seul/La dame patronesse/Je t’aime/Ne me quitte pas/Les flamandes/Isabelle/La mort/La tendresse/La colombe
Aufgenommen am 11., 14., 15. und 17. September 1959. Die LP ist die erste Platte, die vollständig in der Zusammenarbeit mit Rauber entstand. Obwohl der Pianist Gérard Jouannest auf der Platte nicht erwähnt wird, arbeitet Brel zu dieser Zeit auch bereits mit ihm zusammen.
- Isabelle ist ein Lied über Brels Tochter.
- Ne me quitte pas wird Brels erfolgreichstes Lied. Es wird mit dem Grand Prix du Disque ausgezeichnet.
- Les flamandes löst bei Brels flämischen Landsleuten eine Kontroverse aus.

1961
PHILIPS N°5 (CD-Titel: Marieke)
Marieke/Le moribond/Vivre debout/On n’oublie rien/Clara/Le prochain amour/L’ivrogne/Les prénoms de Paris/Les singes
Aufgenommen am 22. Februar, 30. März und 4. April 1961. Am 21. Februar entstehen einige alternative Aufnahmen, von denen letztlich keine auf der Platte verwendet wird. Eine Version von Le prochain amour aus dieser Sitzung erschien später als Bonus-Track auf CD. Zum ersten Mal wird Gérard Jouannest auf einigen Titeln als Co-Komponist aufgeführt.
- Marieke ist die erste Aufnahme, auf der Brel neben französisch auch flämisch singt.
- Le moribond wurde 1974 in der Übertragung von Rod McKuen als Seasons in the Sun, gesungen von Terry Jacks ein Welthit.

De apen/Men vergeet niets
Single mit flämischen Fassungen von Les singes (übertragen von Eric Franssen) und On n’oublie rien (übertragen von Will Ferdy).
Marieke/Laat me niet alleen
Brels zweite Single in flämischer Sprache, bei der er Marieke selbst übersetzte. Ne me quitte pas wurde von Ernst van Altena übertragen.
1962
Olympia 1961
Les prénoms de Paris/Les bourgeois/Les paumés du petit matin/Les Flamandes/La statue/Zangra/Marieke/Les biches/Madeleine/Les singes/L’ivrogne/La valse à mille temps/Ne me quitte pas/Le moribond/Quand on n’a que l’amour
Aufnahme des ersten Konzerts, in dem Brel das Hauptprogramm des Pariser Olympia bestritt. Aufgenommen am  27., 28. und 29. Oktober 1961. Brel wurde am Klavier sowohl von François Rauber als auch Gérard Jouannest begleitet, das Akkordeon spielte Jean Corti und das Orchester leitete Daniel Janin. Es war das letzte Album beim Label Philips.
BARCLAY N°1 (CD-Titel: Les bourgeois)
Les bourgeois/Les paumés du petit matin/Le plat pays/Zangra/Une île/Madeleine/Bruxelles/Chanson sans paroles/Les biches/Le caporal Casse-Pompon/La statue/Rosa
Brels erstes Album bei Barclay besteht hauptsächlich aus Studioaufnahmen seines Olympia-Programms. Aufgenommen am 6., 7., 9. und 14. März 1962.
- Le caporal Casse-Pompon ist ein Spottlied über kriegerische Deutsche, in das Brel einige Wörter in deutscher Sprache einbaut.

De burgerij/Rosa/De nuttelozen van de nacht/Mijn vlakke land
Flämische Fassungen von Les bourgeois, Rosa, Les paumés du petit matin und Le plat pays, übersetzt von Ernst van Altena, aufgenommen im März 1962.
1963
Les bigotes/Quand maman reviendra/Les filles et les chiens/La parlotte
EP, die am 22. November und 1. Dezember 1962 aufgenommen wurde. Mit Ausnahme von Quand maman reviendra werden neue Fassungen der Lieder 1966 im Album BARCLAY N°2 veröffentlicht.
Les toros/Les vieux/La Fanette/Les fenêtres
EP, die am 2., 3. und 10. April 1963 aufgenommen wurde. Die Lieder wurden 1966 auf BARCLAY N°2 neu aufgelegt. Es gibt auch eine Kombination dieser und der vorigen EP mit 33 Umdrehungen pro Minute, in der Quand maman reviendra durch J’aimais in einer Aufnahme vom 10. April 1963 ersetzt wurde.
Jacques Brel chante la Belgique
Jean de Bruges/Il neige sur Liège und andere. Geschenk, das von der Union der belgischen Städte und Gemeinden herausgebracht wurde. Im Gegensatz zu Il neige sur Liège wurde Jean de Bruges nicht wieder veröffentlicht. Die Aufnahmen stammen vom 30. Mai 1963.
Pourquoi faut-il que les hommes s’ennuient?
Das Lied wurde im Sommer 1963 im Soundtrack  des Spielfilms Un roi sans divertissement veröffentlicht. Erst Jahre später erschien es auf einer der zahlreichen Brel-Kompilationen.
1964
Mathilde/Le tango funèbre/Les bergers/Titine/Jef/Les bonbons/Le dernier repas/Au suivant
EP, die am 7., 8. und 9. Januar sowie 7. März 1964 aufgenommen wurde. Das Material wurde später auf BARCLAY N°2 und BARCLAY N°3 neu aufgelegt.
Olympia 1964
Amsterdam/Les vieux/Tango funèbre/Le plat pays/Les timides/Les jardins du casino/Le dernier repas/Les toros
Live-Aufnahmen von Brels zweitem Hauptprogramm im Olympia. Aufgenommen am 16. und 17. Oktober 1964. Spätere Ausgaben enthalten auch die Lieder Les bonbons, Mathilde, Les bigotes, Jef, Au suivant und Madeleine. Brel wurde begleitet von Gérard Jouannest (Klavier), Jean Corti (Akkordeon), Pierre Sim (Kontrabass), Philippe Combelle (Schlagzeug) und einem Orchester unter der Leitung von François Rauber. Von Amsterdam, Les timides und Les jardins du casino wurden nie Studioaufnahmen angefertigt.
1965
Ces gens-là/Jacky/L’age idiot/Fernand/Grand-mère/Les désesperés
EP, die am 2. ,3. und 6. November 1965 aufgenommen wurde. Später neu aufgelegt auf BARCLAY N°3.
1966
Nos amis les mineurs
In kleiner Auflage hergestellte Single, in der Brel eine Hommage an die französischen Bergleute rezitiert. Der Text ist von Jean Maudit, die Begleitmusik stammt von Dino Castro. Die Aufnahme wurde nicht wieder veröffentlicht.
BARCLAY N°2 (CD-Titel: Les bonbons)
Les bonbons/Les vieux/La parlote/Le dernier repas/titine/Au suivant/Les toros/La Fanette/J’aimais/Les filles et les chiens/Les bigotes/Les fenêtres

Die Stücke auf diesem Album wurden bereits auf verschiedenen EPs veröffentlicht. Die CD-Fassung enthält einen Bonustrack aus der Aufnahme vom 7. März 1964: Les amants de coeur, eine Bearbeitung von Rod McKuens The lovers.
BARCLAY N°3 (CD-Titel: Ces gens-là)
Ces gens-là/Jef/Jacky/Les bergers/Le tango funèbre/Fernand/Mathilde/L’age idiot/Grand-mère/Les désespérés
Die Stücke auf diesem Album wurden bereits auf verschiedenen EPs veröffentlicht.
1967
BARCLAY N°4, auch bekannt als Jacques Brel 67 (ebenso CD-Titel)…
Mon enfance/Le cheval/Mon père disait/La…, la…, la…/Les coeurs tendres/Fils de…/Les bonbons 67/La chanson des vieux amants/A jeun/Le gaz
Aufgenommen am 30. Dezember 1966 sowie 2., 3. und 18. Januar 1967. Die CD-Version enthält auch Les moutons aus derselben Sitzung.
- Les bonbons 67 ist der Nachfolger von Les bonbons aus dem Jahr 1964.

BARCLAY N°5
Eine Kompilation älterer Aufnahmen.
1968
BARCLAY N°6 (CD-Titel: J’arrive)
J’arrive/Vesoul/L’ostendaise/Je suis un soir d’été/Regarde bien petit/Comment tuer l'amant de sa femme quand on a été élevé comme moi dans la tradition/L’eclusier/Un enfant/La bière
Brels vorläufige Abschiedsplatte unter der Mitwirkung von Marcel Azzola am Akkordeon. Aufgenommen am 15. Mai sowie 7., 12., 14. und 23. September 1968. Die CD-Version enthält auch La chanson de van Horst, das zwischen 7. Februar und 18. März 1972 für den Soundtrack des Spielfilms Le bar de la Fourche aufgenommen wurde.
L’homme de la Mancha
LP-Version des Musicals L’homme de la Mancha mit Jacques Brel als Don Quijote. Aufgenommen am Vorabend der Premiere des Musicals vom 23. bis 27. November 1968.
1969
L’histoire de Babar/Pierre et le loup
 Nach Die Geschichte von Babar, dem kleinen Elefanten von Francis Poulenc und Peter und der Wolf von Sergej Prokofjew. Brel ist der Erzähler auf dieser am 12. November 1969 aufgenommenen Platte mit dem Orchester Concert Lamoureux unter der Leitung von Jean Laforge.
1972
Jacques Brel (CD-Titel: Ne me quitte pas)
Ne me quitte pas/Marieke/On n’oublie rien/Les flamandes/Les prénoms de Paris/Quand on n’a que l’amour/Les biches/Le prochain amour/Le moribond/La valse à mille temps/Je ne sais pas
Barclay-Platte, bei der Brels Erfolge zu seiner Zeit bei Philips in „modernisierten“ Fassungen neu eingespielt wurden.
1973
L’enfance/J’arrive

Single. L'enfance wurde am 24. Mai 1973 für den Soundtrack des Films Le Far-West aufgenommen.
1977
BREL (CD-Titel: Les Marquises)
Jaurès/La ville s’endormait/Vieillir/Le bon Dieu/Les F…/Orly/Les remparts de Varsovie/Voir un ami pleurer/Knokke-le-Zoute tango/Jojo/Le lion/Les marquises
Brels letzte Platte, aufgenommen im September 1977 unter der Mitwirkung von François Rauber, Gérard Jouannest und Marcel Azzola. Auf der CD-Version befinden sich zusätzlich die Lieder Sans exigences, Avec élégance, Mai 40, L’amour est mort und La cathédrale, die in der gleichen Sitzung entstanden, aber letztlich nicht auf der Platte veröffentlicht wurden.
- Jaurès bezieht sich auf den französischen Sozialisten Jean Jaurès, der am Vorabend des Ersten Weltkriegs ermordet wurde.
- Mit Les F… provozierte Brel erneut seine flämischen Landsleute.
- Orly bezieht sich auf Gilbert Bécauds Chanson Dimanche à Orly.
- Jojo ist Brels verstorbenem Freund Georges Pasquier gewidmet.

### CD
1988
Intégrale Jacques Brel Grand Jacques
Box mit 10 CDa, die fast alle Studioaufnahmen und zwei Live-Aufnahmen enthält. Die zuvor genannten Stücke Les moutons, Les amants de coeur und La chanson de van Horst erschienen in dieser Ausgabe zum ersten Mal.
1998
Brel en scènes
On n’oublie rien/La…, la…, la…/La tendresse/La valse à mille temps/Ne me quitte pas/Marieke/Le moribond/Les singes/Le plat pays/Rosa/La Fanette/Grand-mère/Fernand/Les bourgeois/Le prochain amour/Les bonbons/Madeleine
Sammlung von bisher unveröffentlichten Live-Aufnahmen von Auftritten im Théâtre Municipal in Lausanne (1960), dem Kurhaus in Scheveningen (1961), dem Kleinen Sendesaal des WDR in Köln (1963 und 1966) sowie im Palais de Beaulieu in Lausanne (1966).
2003
Intégrale 2003
Gesamtausgabe als Box mit 15 CDs. Sans exigences, Avec élégance, Mai 40, L'amour est mort und La cathédrale erschienen in dieser Ausgabe zum ersten Mal, zudem eine alternative Version von Le prochain amour.
Als Bonus erschien eine CD mit bislang unveröffentlichten Aufnahmen, die Brel vom 14. bis 21. August 1953 für den Sender BRT einsang, wobei er sich selbst auf der Gitarre begleitete. Es handelt sich um die Lieder: À deux/Dites, si c’était vrai/Les gens/L haine/Départs/Le diable (Ça va)/Qu’avons-nous fait, bonnes gens?/L’ange déchu/Les pieds dans le ruisseau/La Bastille/Ce qu’il nous faut (Ce qu'il vous faut)/L’accordéon de la vie/Je suis l’ombre des chansons/S’il te faut/Ballade/L’orage/Les pavés/Le fou du roi/La foire/Sur la place/Il peut pleuvoir/Les enfants du roi/Le troubadour/Il nous faut regarder/C’est comme ça
Zusätzlich sind auf dieser CD zwei rare Aufnahmen zu hören: eine Demo von Si tu revenais aus Brels Privatarchiv und eine Version von Le pendu, die er 1963 im niederländischen TV-Programm Club Domino vortrug.

### Videoalben
2003
Comme quand on était beau
Drei DVDs mit Archivmaterial aus Brels gesamter Karriere. Insgesamt sind mehr als sieben Stunden (Fernseh-)Auftritte, Interviews und Bilder aus Brels Privatarchiv enthalten.
2004
Les adieux à l’Olympia
Aufnahme des letzten Auftritts von Brel im Pariser Olympia (28. und 29. Oktober 1966).
2008
Brel à Knokke
Mitschnitt eines Konzerts im Casino von Knokke am 23. Juli 1963, in dem Brel zum ersten Mal das Chanson Mathilde vortrug. Daneben enthält die DVD ein Interview in der Bar seines Freundes Franz Jakob aus dem Jahr 1971 unter der Regie von Marc Lobet. Konzert und Interview waren zuvor bereits auf CD und VHS erschienen.